# Flo (grupo)
FLO (expresado en mayúsculas) es una girlband británica proveniente de Londres, compuesto por tres figuras esenciales: Stella Quaresma, Jorja Douglas y Renée Downer. Formado en 2019, el grupo fue firmado y contratado por la disquera Island Records. Empezó a ganar reconocimiento gracias a su primer sencillo "Cardboard Box" (2022) tras alcanzar una notable viralidad a través de las redes sociales, recibiendo de paso un premio de certificación de disco de plata de la Industria Fonográfica Británica (BPI).
3 meses después del lanzamiento de su primer sencillo, "Cardboard Box", procedieron a sacar su primer EP, "The Lead" (2022), que obtuvo un buen recibimiento por parte del público, a pesar de no llegar a las listas de éxitos musicales. Más tarde, FLO lanzó por sorpresa su segundo EP, 3 of Us (2023), mientras hacían su primera gira musical, llamada FLO Live. Un tiempo después, el grupo lanzó su primer álbum, "Access All Areas" (2024), en el cual colaboró con la rapera GloRilla en la canción "In My Bag" (2024). El álbum alcanzó el puesto Nº3 en los Official Albums Chart y el puesto Nº163 en la lista de los Billboard 200.
Llegaron a recibir varios galardones, entre ellos, el Sonido de 2023 de la BBC (en inglés : BBC's Sound of 2023), seguido de un Premio Brit a la Estrella Emergente (en inglés : Brit Award for Rising Star). También nominadas por Mejor Grupo (en inglés : Best Group) y Mejor Nuevo Artista (en inglés : Best New Artist) en la 23.ª edición de los Premios Bet (en inglés : Bet Awards).

## Miembros
Stella Quaresma nació el 27 de noviembre de 2001 en Kingston (Londres). Con 4 años, se trasladó a Mozambique, regresando un año después definitivamente a Londres, a los 5 años. Tras instalarse de vuelta, estudió en la Escuela de Teatro Sylvia Young (en inglés : Sylvia Young Theatre School), donde conoció a su compañera de grupo Renée Downer. Por otra parte, Stella creció oyendo música de artistas africanos, a la vez que su madre le introdujo a artistas afroamericanos como Etta James, así como artistas británicos como Amy Winehouse.
Jorja Douglas, hija de la ex-atleta británica Stephanie Douglas, nació el 2 de enero de 2002 en Alemania, antes de moverse a Hertfordshire (Inglaterra) a sus 8 meses. Durante su infancia, creció oyendo música R&B introducida por su madre. Fue en 2016, cuando empezó a estar activa en las redes sociales, tal como Instagram, donde compartía covers con el público y donde se dio a conocer a Stella y Renée. Asimismo, en 2017, participó en la segunda edición del programa británico Got What It Takes? (en español : Tienes Lo Necesario?), organizado por el canal de televisión CBBC, y terminó ganando la competencia.
Julian Renée Downer, de ascendencia jamaicana-nigeriana, nació el 23 de septiembre de 2002 en Londres. Acudió a la Escuela de Teatro Sylvia Young, donde conoció a Stella Quaresma. Creció bajo la influencia de la música R&B, House y Góspel.

## Carrera

### 2019-2022: Formación del grupo y primer EP:The Lead.
El trío londinense se formó en 2019. Stella y Renée se conocían por estudiar juntas en la Escuela de Teatro Sylvia Young y descubrieron a Jorja en Instagram gracias a sus covers y, a través de una audición, se conocieron ocasionalmente en persona. Tras dedicar tres años a componer música, el trío graba y lanza su primera canción, Cardboard Box, producida por MNEK, el 24 de marzo, justo después de firmar con la disquera Island Records. La canción obtuvo tan buenos resultados en las redes sociales que artistas prestigiosos como SZA y Victoria Monét la aclamaron. Al mes siguiente, en abril, se publicó un vídeo musical de acompañamiento que alcanzó las 900,000 visualizaciones en unos pocos días y, en mayo, una versión acústica.
Más tarde, el grupo lanzó su segunda canción, Immature, el 6 de julio de 2022, acompañado de un video musical esa misma semana. En plena promoción de ésta, el trío anunció y sacó su primer EP, "The Lead" , el 8 de julio de 2022. Tiempo después, FLO interpretó sus dos primeras canciones, "Cardboard Box" e "Immature", en YouTube para VevoDSCVR en agosto. En septiembre, el grupo presentó una reedición de su proyecto que incluyó una canción adicional, "Not My Job" (2022), lo cual recibió una interpretación en VevoDSCVR, además de "Feature Me".